# Ekvilibrism
Ekvilibrism (av latinets aequilibrium, ”jämvikt”) är konsten att balansera. 
En synonym till ekvilibrist är virtuos vilket leder till att begreppet i överförd bemärkelse även används för andra typer av skicklighet, till exempel utövande av musik. Men främst används ordet om balanskonster som att "gå på lina" eller så kallad cykelakrobatik, utövad av "konstcyklister". Den som sysslar med ekvilibrism är ofta en cirkusartist.